# Завадские
Завадские — польские дворянские роды гербов Бродзиц, Янина (пол. Kategoria:Zawadzcy herbu Janina‎) , Ястржембец, Юноша, Коржбок, Лис, Остоя, Рогаля и Слеповрон.
Завадские-Рогаля (пол. Kategoria:Zawadzcy herbu Rogala‎) восходят к началу XVI века. Станислав Завадский был доктором медицины и ректором Краковского университета (1572); его сын Фёдор оставил несколько юридических сочинений по польскому праву, на латинском языке.
Ян Завадский был в XVI веке послом в Швеции, Англии, Голландии и Франции. Этот род Завадских внесён в VI часть родословной книги Виленской губернии. Герб рода Завадских внесён в Часть 17 Общего гербовника дворянских родов Всероссийской империи (стр. 18).
Завадские-Слеповрон восходят к началу XVII века. Из этого рода: братья Владислав (1840—1911), Владимир (1846—1913) и Михаил (1848—1926) Завадские. Эти Завадские внесены в VI часть родословных книг Волынской и Саратовской губерний.